# Celovitost objekta
Celovitost objekta (u objektnom odnosu) je termin koji je u psihoanalitičku teoriju uvela Melanija Klajn. To je sposobnost održavanja različitih aspekata doživljaja (pozitivnih i negativnih) neke osobe, sebe, stvarnosti, kao jedne celine. Pod pojmom „objekt” psihoanalitičari podrazumevaju osobu (ili predmet, pojavu...) prema kojoj su usmerena osećanja ljubavi ili mržnje. Objektni odnos je odnos sa drugom osobom, ili nečim drugim (idejom, pojavom, vrednošću, ciljem, poslom...). Celovitost objekta je, dakle, sposobnost doživljavanja i prihvatanja druge osobe (ili nekog željenog cilja, posla, aktivnosti) kao celine. To je sposobnost održavanja svesnosti svih aspekata onoga što volimo i želimo i sposobnost da to prihvatimo. Nijedna osoba, niti aktivnost ne mogu zadovoljiti sve ljudske želje i potrebe, niti ih može zadovoljiti uvek. To je, ujedno, i sposobnost da sebe doživimo i prihvatimo kao celovito biće, s vrlinama i manama.
Bez “celovitosti objekta”, sposobnosti za celovito doživljavanje druge osobe („objekta“) i sebe doživljaji druge osobe ili selfa rascepljeni su na crno - beli svet dobra i zla (kaže se da je osoba „odlepila“). Osnovna mentalna operacija je kategorizacija. Ljudi, pojave, situacije se kategorizuju kao dobre ili zle, bez sposobnosti da se uoče i suprotne osobine u onome što je kategorizovano.

## Razvijanje sposobnosti
Razviti celovitost objekta znači prevazići mehanizam cepanja (splitting) – primitivni odbrambeni mehanizam kojim psiha razdvaja pozitivne i negativne apsekte doživljaja objekta - cepa ih kao da postoje dva različita objekta. Prema Melaniji Klajn svako dete u najranijem razvoju prolazi kroz „šizoidno-paranoidnu poziciju” u kojoj je cepanje dominantan mehanizam odbrane i ne postoji doživljaj objekta kao celine. Doživljaj majke je rascepljen na dobru majku („dobra dojka”) koja se voli, i lošu majku („loša dojka”) koja se mrzi. Spajanje dobih i loših aspekata objekta, sebe, sveta...dovodi, sa razvojem deteta, do onoga što Melanija Klajn naziva “depresivnom pozicijom”, do osećanja krivice zbog sopstvenih agresivnih impulsa prema objektu koje dete sada doživljava kao celovit. U koliko u doživljaju deteta dominiraju pozitivna osećanja prema objektu, dete razvija potrebu da “reparira objekt”, da popravi “štetu” koju je, u svojim agresivnim fantazijama, nanelo voljenom objektu…razvija potrebu da bude dobro.
U O.L.I. Integrativnoj Psihodinamskoj Psihoterapiji celovitost objekta se, prema funkciji koju obavlja, naziva “lepak psihe” i spade u bazične emocionalne kompetencije, sposobnosti za obradu i upravljanje emocijama na koje su sastavni delovi složenijih sposobnosti - sposobnosti za ljubav i rad. Prema osnivaču O.L.I. metoda Nebojši Jovanoviću rad na razvoju bazičnih emocionalnih kompetencija je osnova O.L.I. Metoda.

## Spoljašnji izvori
- Paranoid-schizoid position
- Fantazmi Melanije Klajn
- Celovitost i konstantnost objekta i kapacitet za ljubav Архивирано на веб-сајту  (3. фебруар 2014)
- Celovitost i konstantnost objekta i kapacitet za rad Архивирано на веб-сајту  (3. фебруар 2014)

## Literatura
Melanie Klein, Love, Guilt and Reparation (London, 1937) 
Melanie Klein, A contribution to the psychogenesis of manic-depressive states (London, 1935)
Melanie Klein, On the Importance of Symbol Formation in the Development of the Ego (London, 1948)